# Xotis

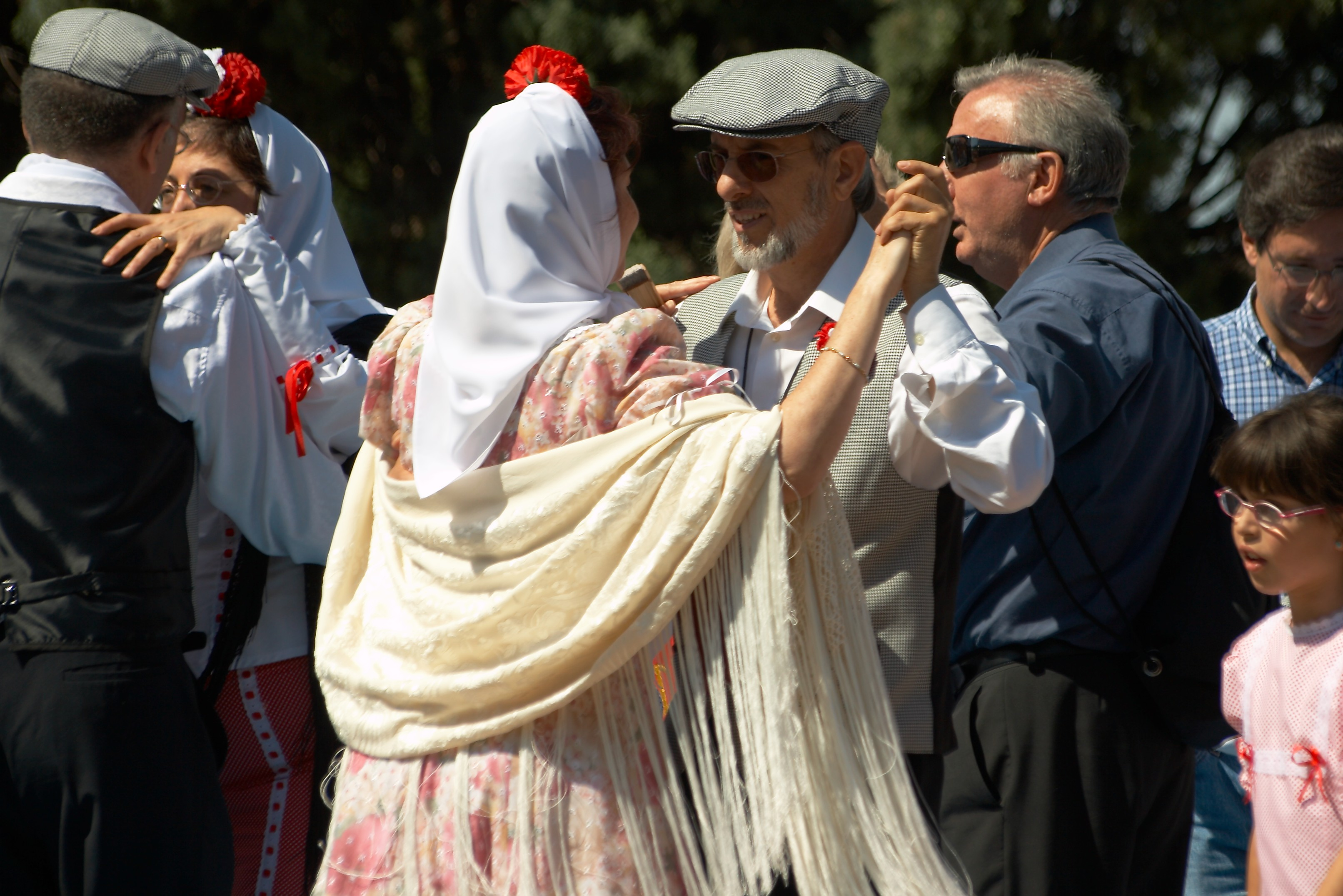
Parelles ballant xotis a Madrid

El xotis és un ball de parella d'origen bohemi de ritme binari (anàleg al de la polca) i de moviment moderat; amb un pretès origen escocès es volgué veure'l com a transformació de l'antiga escocesa.
Introduït a París l'any 1849 i ballat de diverses maneres, va mantindre la seua acceptació a nivell popular fins al començament del segle xx.
El 1920 formà part del programa de competició dels Campionats Mundials de Ball, i se'l considera en l'origen del maxixe i del txa-txa-txa.
La seva influència a Madrid, on es ballava en molt poc espai pels pinxos de la vila, ha fet que, sovint, tothom el consideri típic d'aquella ciutat espanyola.